# Движение католических рабочих
Движение католических рабочих (англ. Catholic Worker Movement) — свободная ассоциация независимых католических общин, близких к христианскому анархизму. Цель движения «Жить в соответствии со справедливостью и милосердием Иисуса Христоса»
Движение католических рабочих, основанное Дороти Дэй и Питером Маурином 1 мая 1933 года, является христианским движением, проповедующим деятельное милосердие, активную социальную позицию, ненасилие и простую общинную жизнь. По всему миру существует свыше 240 католических рабочих общин, являющихся «странноприимными домами», заботящимися о бездомных. Движение католических рабочих являет собой ярчайший пример социального христианства.
Идеи социальной справедливости здесь тесно переплетаются с учением Христа о милосердии.
Питер Маурин, католический активист французского происхождения был под большим влиянием учения французского персоналиста Эммануэля Мунье. Можно сказать, что Движение католических рабочих является персонализмом в действии. В нём реализуются на практике персоналистические принципы: превознесение человеческой личности, справедливое перераспределение материальных благ, поддержка маргинальных слоев общества, пацифизм. Также Маурин ввел понятие «Зеленой революции» — совместное фермерство для поддержания материальных нужд общины и оказания гостеприимства обездоленным.
Дороти Дэй внесла в движение анархические идеи. Её считают ярким представителем христианского анархизма, главной идеей которого является — коммунитаризм, принципы субсидиарности, отказ от власти и насилия, как основного фундамента власти.

Общины не имеют единого управляющего центра. Каждая община устанавливает свои правила существования и реализации евангельского идеала, руководствуясь идеями Дороти Дэй и Питера Маурина.
Движение католических рабочих не является официальным органом Католической церкви, поэтому степень внешней религиозности определяется конкретной общиной. Все общины придерживаются экуменического духа, принимают в свои ряды представителей разных христианских конфессий. Волонтерами могут быть представители других религий и атеисты.
В Нью-Йорке издается газета движения «Католический рабочий».
Основные принципы жизни:
1. Идеи персонализма Католической церкви.
2. Личное обязательство заботиться о потребности наших братьев.
3. Повседневная практика милосердия — дела милосердия.
4. Дом гостеприимства для немедленной помощи нуждающимся (беженцам, людям, подвергшимся насилию и проч.).
5. Создание хозяйственных коммун (ферма-коммуна), в которых каждый работает в силу своих способностей и получает по потребностям. «Нужно жить просто, чтобы другие могли просто жить» (Дороти Дэй).
6. Создание нового общества с новой философией жизни внутри старой формы, которая не является новой. Это не новая философия, а старая, настолько старая, что выглядит уже новой.
Самое большое число общин движения находится в США, также общины присутствуют в Канаде, Мексике, Великобритании, Германии, Швеции, Бельгии, Нидерландах и Новой Зеландии.
Идёт[когда?] подготовка к процессу беатификации Дороти Дэй.
Среди русских эмигрантов участников Движения известно имя Елены Извольской.